# En cabinet particulier
En cabinet particulier byl francouzský němý film z roku 1897. Režisérem byl Georges Méliès (1861–1938). V anglofonním světě vyšel pod názvem A Private Dinner. Film je považován za ztracený.
Jednalo se o jeden z Mélièsových filmů pro dospělé, jako byly L'Indiscret aux bains de mer, Le Magnétiseur nebo Après le bal (le tub).